# 圣殿广场教堂

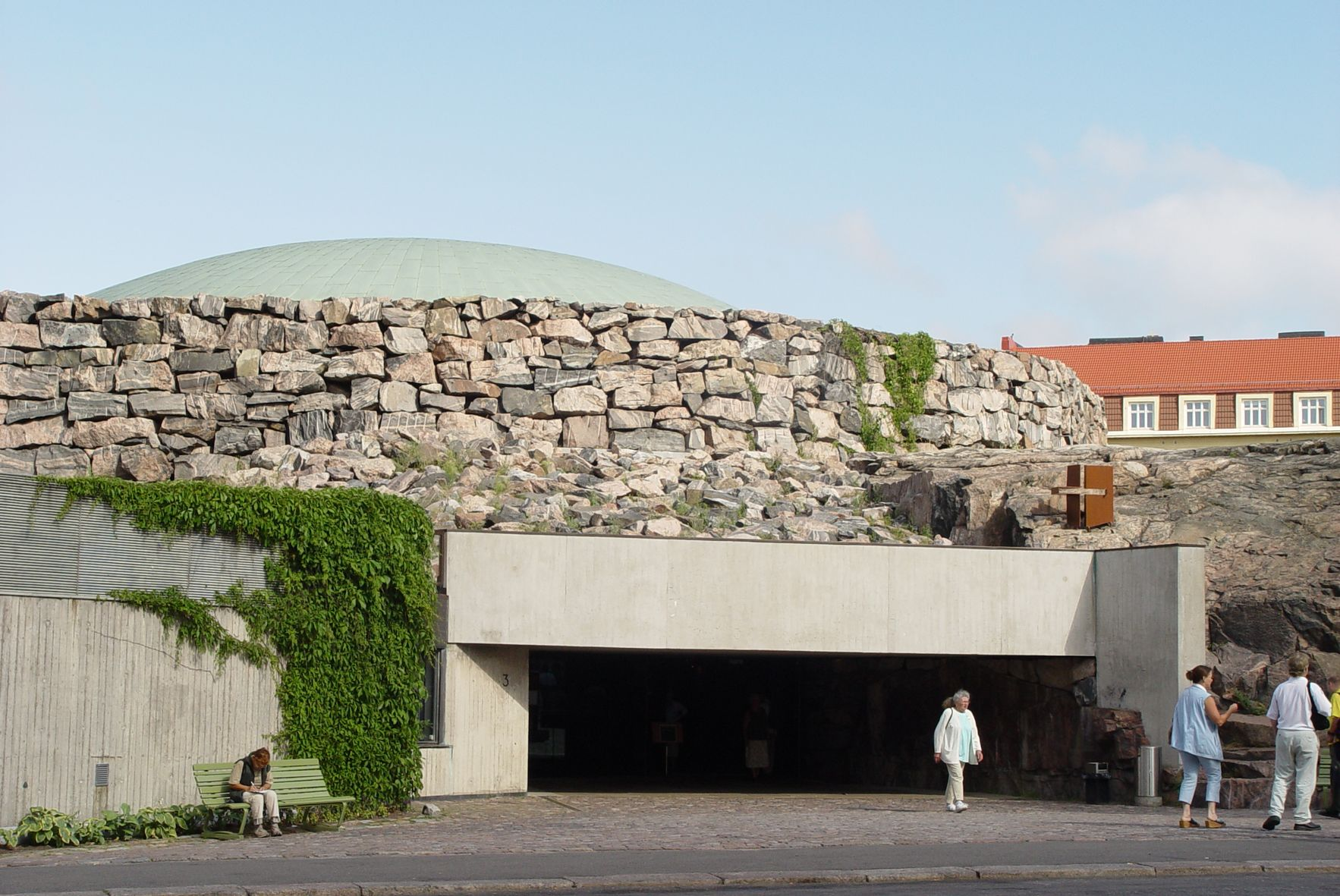
教堂入口

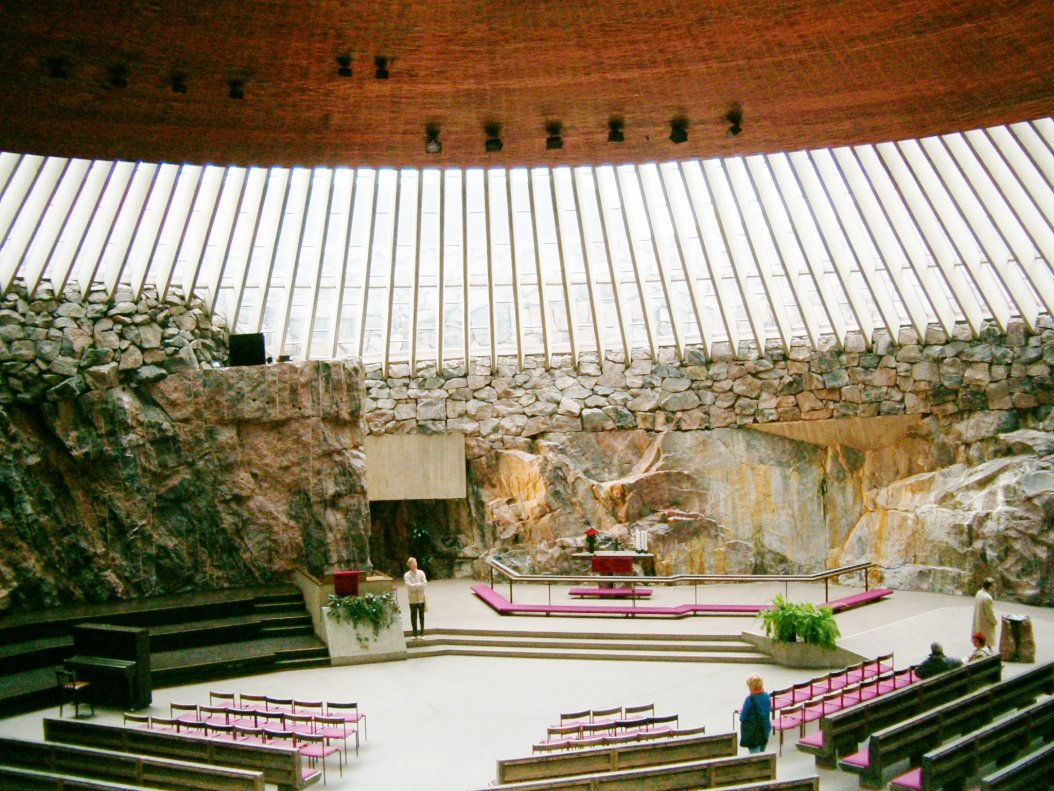
教堂内部

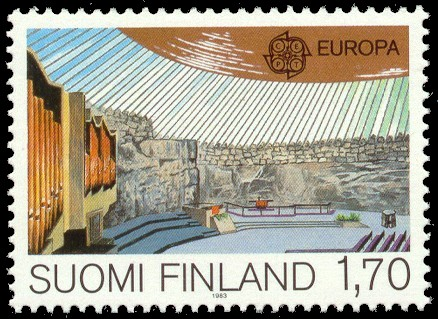
1983年芬兰发行的邮票中的教堂内景

圣殿广场教堂（芬蘭語：Temppeliaukion kirkko），俗称岩石教堂（英語：Rock Church），是位於芬蘭赫爾辛基的一座路德宗教堂，由一对兄弟建筑师蒂莫·索马莱宁和图奥莫·索马莱宁设计，竣工於1969年2月。

## 历史与建筑
在這一地區修建教堂的計劃在1930年代就已經存在，但由於二戰爆發，計劃被迫中斷。戰後通過公開募集選中了現在的設計案。教堂修建於一個巨大的岩石中，將岩石挖開後於上方修建了玻璃頂棚，實現自然採光。而教堂的外牆就是岩石本身，因此音響效果極佳，經常用來舉辦音樂會。現在岩石教堂也是一個有名的觀光景點，2018年的访客数量为85萬人次。